# 圣卡莱迪代塞尔
圣加来迪代塞尔（法語：Saint-Calais-du-Désert，法語發音：[sɛ̃ kalɛ dy dezɛʁ]）是法国马耶讷省的一个市镇，位于该省东北部，属于马耶讷区。

## 地理
圣卡莱迪代塞尔（48°29'6"N, 0°15'41"W）面积17.2 平方千米，位于法国卢瓦尔河地区大区马耶讷省，该省份为法国西北部内陆省份。
与圣卡莱迪代塞尔接壤的市镇（或旧市镇、城区）包括：库普特兰、利涅尔-奥热尔、讷伊勒旺丹、拉帕吕、普雷昂帕伊-圣桑松、圣艾尼昂德库普特兰。

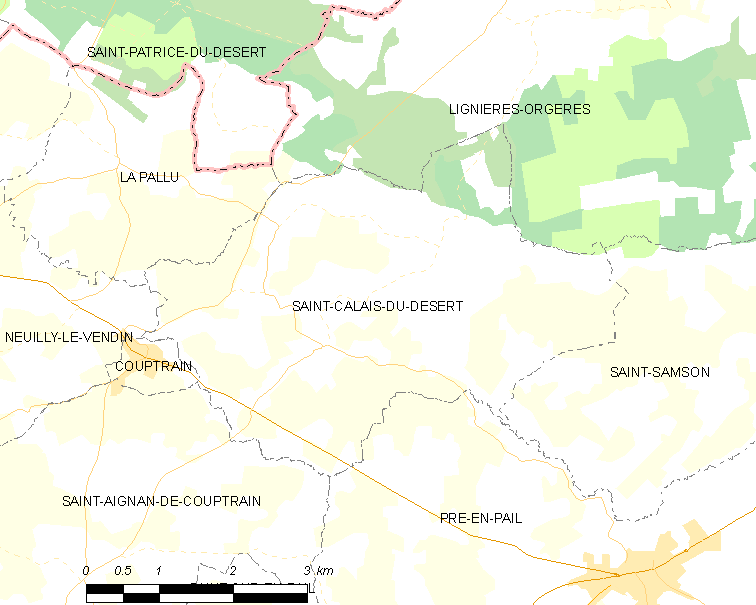
圣卡莱迪代塞尔的OSM定位图

圣卡莱迪代塞尔的时区为UTC+01:00、UTC+02:00（夏令时）。

## 行政
圣卡莱迪代塞尔的邮政编码为53140，INSEE市镇编码为53204。

## 政治
圣卡莱迪代塞尔所属的省级选区为维莱讷拉瑞埃勒县。

## 人口

1962-2008年间圣卡莱迪代塞尔人口变化图示

圣卡莱迪代塞尔于2022年1月1日时的人口数量为399人。